# Collège Saint-Jean Bosco (Treichville)
Le Collège Saint-Jean Bosco est un établissement scolaire catholique d'enseignement secondaire mixte, créé par les religieux marianistes en 1966 à Abidjan, en Côte d'Ivoire, à la demande de Mgr Bernard Yago, premier archevêque autochtone d'Abidjan depuis 1960. 

## Histoire
L'établissement a été fondé par les religieux marianistes qui en assurent la direction depuis lors. Les premiers marianistes à venir s'installer en Côte d'Ivoire, en 1961, vinrent du Canada sur la demande de Mgr Yago. Il souhaitait leur présence pour relancer l'Externat Saint-Paul situé au Plateau et alors en difficultés ; c'est là qu'ils firent leurs débuts. Ayant déjà bien avancé dans leur première tâche, ils purent s'atteler à la fondation du nouvel établissement dans le quartier populaire et dynamique de Treichville. Son premier directeur fut le frère Fernand Bibeau, religieux marianiste d'origine canadienne. C'est lui qui supervisa les travaux et ensuite la croissance progressive de l'établissement. 
L’Abbé Bernard Agré, futur archevêque d'Abidjan, mais alors vicaire général du diocèse et Directeur de l’Enseignement Catholique apporta un fort soutien à cette nouvelle œuvre, à laquelle il était d'autant plus sensible, qu'il avait été curé de la paroisse Notre–Dame de Treichville, située tout juste de l'autre côté de la rue. 
Le nouveau collège pouvait s'appuyer sur l'expérience de plusieurs religieux marianistes qui avaient déjà travaillé depuis 1963 sur le même site, à l'école primaire Saint-Jean Bosco. Il s'agissait maintenant d'ouvrir une nouvelle étape. Le 21 mai 1966, furent commencées les fondations et le 3 octobre suivant le nouveau collège pouvait accueillir ses premiers élèves, même si les classes ne furent terminées effectivement que deux semaines plus tard. C'est enfin le 31 janvier 1967, que les bâtiments furent solennellement bénis et inaugurés par Mgr Yago, le jour de la saint Jean-Bosco, saint patron de l'établissement.

## L'établissement aujourd'hui
Aujourd'hui, les classes s'échelonnent de la sixième à la terminale A, C et D. Pour l'administration, l'enseignement et l'aumônerie, les religieux s'appuient sur la collaboration de nombreux laïcs ainsi que des religieuses marianistes, les Filles de Marie Immaculée. 